# Vajska
Vajska (en serbe cyrillique : Вајска) est une localité de Serbie située dans la province autonome de Voïvodine. Elle fait partie de la municipalité de Bač dans le district de Bačka méridionale. Au recensement de 2011, elle comptait 2 833 habitants.
Vajska est officiellement classé parmi les villages de Serbie. Les deux localités voisines de Labudnjača et de Živa font également partie de la communauté locale de Vajska bien qu'elles en soient géographiquement séparées.

## Démographie

### Évolution historique de la population
| 1948  | 1953  | 1961  | 1971  | 1981  | 1991  | 2002  | 2011  |
| ----- | ----- | ----- | ----- | ----- | ----- | ----- | ----- |
| 4 305 | 4 341 | 4 355 | 3 798 | 3 448 | 3 272 | 3 169 | 2 833 |

|  |